# Păuleni-Ciuc
Păuleni-Ciuc [ˈpəulenʲ ˈt͡ʃiuk] (ungarisch Csíkpálfalva) ist eine Gemeinde im Kreis Harghita, in der Region Siebenbürgen in Rumänien.
Der Ort Păuleni-Ciuc ist auch unter den rumänisch veralteten Bezeichnungen Pauleni und Palfalău und der ungarischen Bezeichnung Pálfalva bekannt.

## Geographische Lage

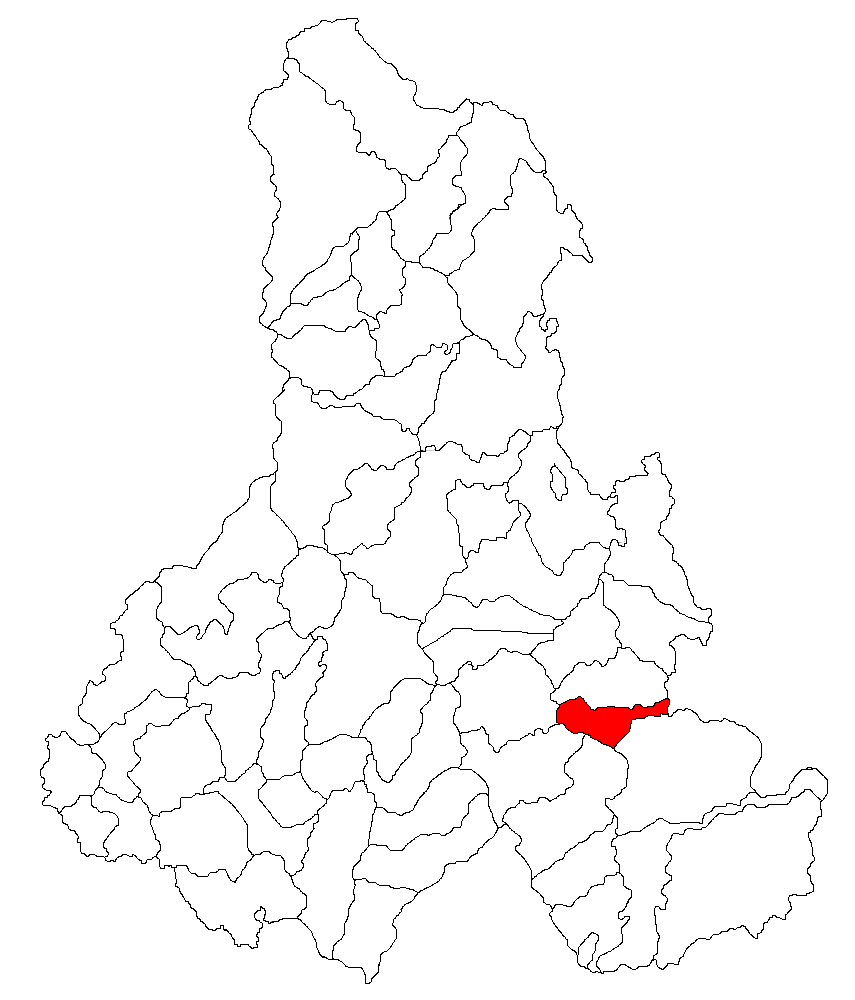
Lage der Gemeinde Păuleni-Ciuc im Kreis Harghita

Die Gemeinde Păuleni-Ciuc liegt östlich des Siebenbürgischen Beckens in den Südwestausläufern des Ciucului-Gebirges, eines Teilgebirges der Ostkarpaten, in der historischen Region Szeklerland im Osten des Kreises Harghita. Am Bach Pustnic, einem Nebenfluss des Olt (Alt), und der Kreisstraße (drum județean) DJ 123E, einer östlichen Nebenstraße des Drum național 12, liegt der Ort Păuleni-Ciuc etwa fünf Kilometer nordöstlich von der Kreishauptstadt Miercurea Ciuc (Szeklerburg) entfernt.

## Geschichte
Der mehrheitlich von Szeklern bewohnte Ort Păuleni-Ciuc wurde 1576 erstmals urkundlich erwähnt.
Auf dem Areal des Gemeindezentrums, von den Einheimischen genannt Dâmpul Cetății, wird das Vorkommen einer Besiedlung des Ortes in unterschiedliche Zeitalter bis in die Jungsteinzeit datiert. Auch auf dem Areal der eingemeindeten Dörfern Șoimeni (Tschomorden) werden bei Ausgrabungen Siedlungen der frühen und der mittleren Bronzezeit und bei Delnița (Csíkdelne) der Latènezeit zugeordnet.
Die meisten archäologischen Funde auf dem Gemeindegebiet wurden im eingemeindeten Dorf Șoimeni zwischen den Jahren 1999 und 2013 gemacht.
Zur Zeit des Königreichs Ungarn gehörte Ciucsângeorgiu dem Stuhlbezirk Felcsík in der Gespanschaft Tschick (rumänisch Comitatul Ciuc), anschließend dem historischen Kreis Ciuc und seit 1950 dem heutigen Kreis Harghita an.

## Bevölkerung
Die Bevölkerung in der heutigen Gemeinde Păuleni-Ciuc entwickelte sich wie folgt:
| Volkszählung | Volkszählung | Ethnische Zusammensetzung | Ethnische Zusammensetzung | Ethnische Zusammensetzung | Ethnische Zusammensetzung |
| Jahr         | Bevölkerung  | Rumänen                   | Magyaren                  | Deutsche                  | andere                    |
| ------------ | ------------ | ------------------------- | ------------------------- | ------------------------- | ------------------------- |
| 1850         | 1591         | 52                        | 1481                      | -                         | 58                        |
| 1941         | 2141         | -                         | 2139                      | 2                         | -                         |
| 1956         | 1920         | 2                         | 1915                      | 3                         | -                         |
| 1977         | 1935         | 32                        | 1903                      | -                         | -                         |
| 2002         | 1736         | 27                        | 1704                      | -                         | 5                         |
| 2011         | 1831         | 30                        | 1779                      | -                         | 22                        |
| 2021         | 2057         | 22                        | 1882                      | -                         | 153 (7 Roma)              |

Seit 1850 wurde in der heutigen Gemeinde Păuleni-Ciuc die höchste Einwohnerzahl und die der Magyaren 1941 ermittelt. Die höchste Anzahl der Rumänen (263) wurde 1920, die der Roma (10) 1992 und die der Rumäniendeutschen 1956 ermittelt.

## Sehenswürdigkeiten
- Im eingemeindeten Dorf Delnița die römisch-katholische Kirche Sf. Ioan Botezătorul, im 14. Jahrhundert errichtet und deren Anwesen im 18. umgebaut,[10] steht unter Denkmalschutz.[11]
- Im Gemeindezentrum beim Anwesen Nr. 60 das Holztor mit Taubenschlag, 1875 errichtet, steht unter Denkmalschutz.[11]
- Eine Kapelle im eingemeindeten Dorf Delnița[12] und die Kirche in Șoimeni[13] stehen nicht unter Denkmalschutz.

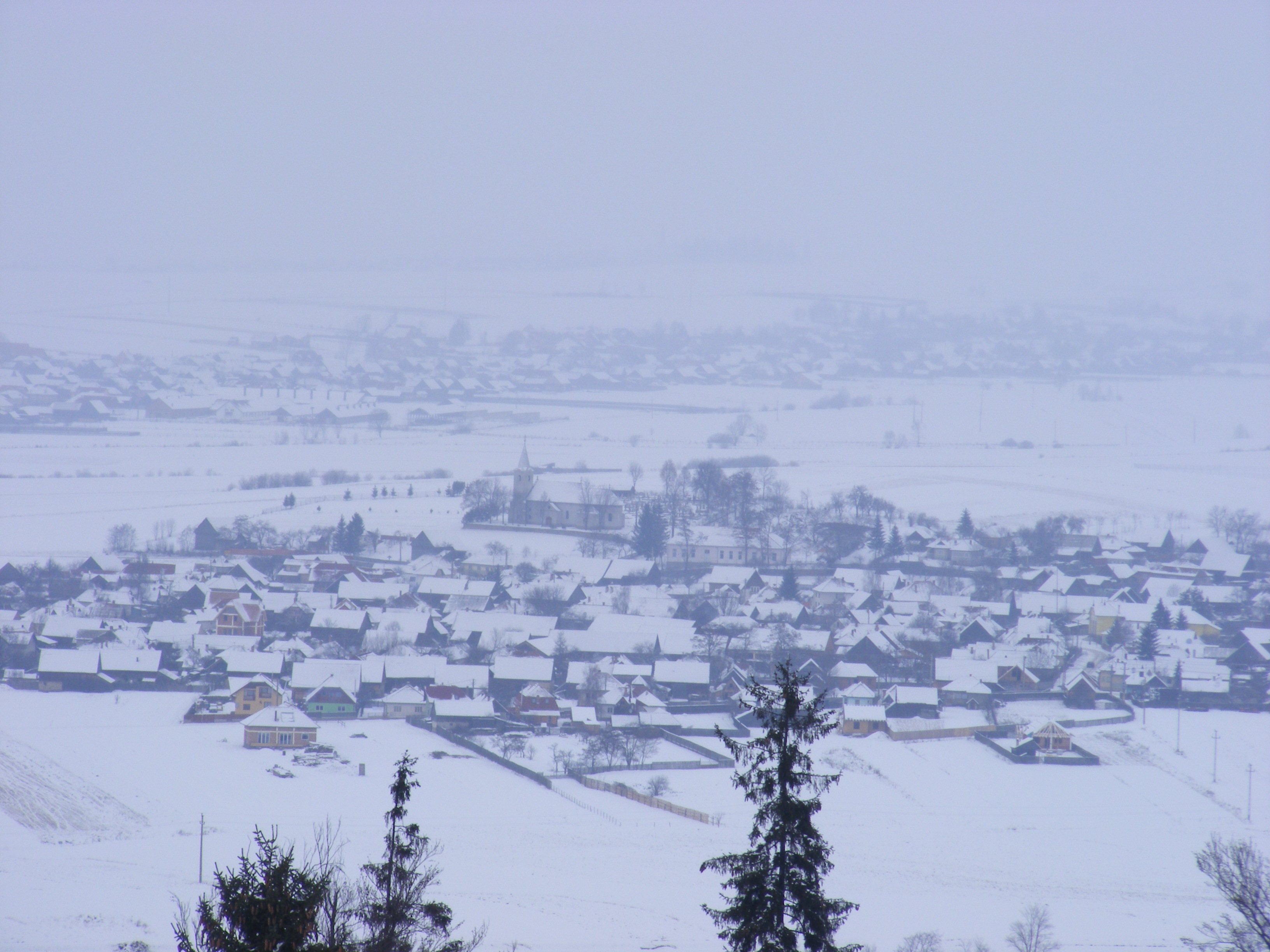
Blick auf Păuleni-Ciuc
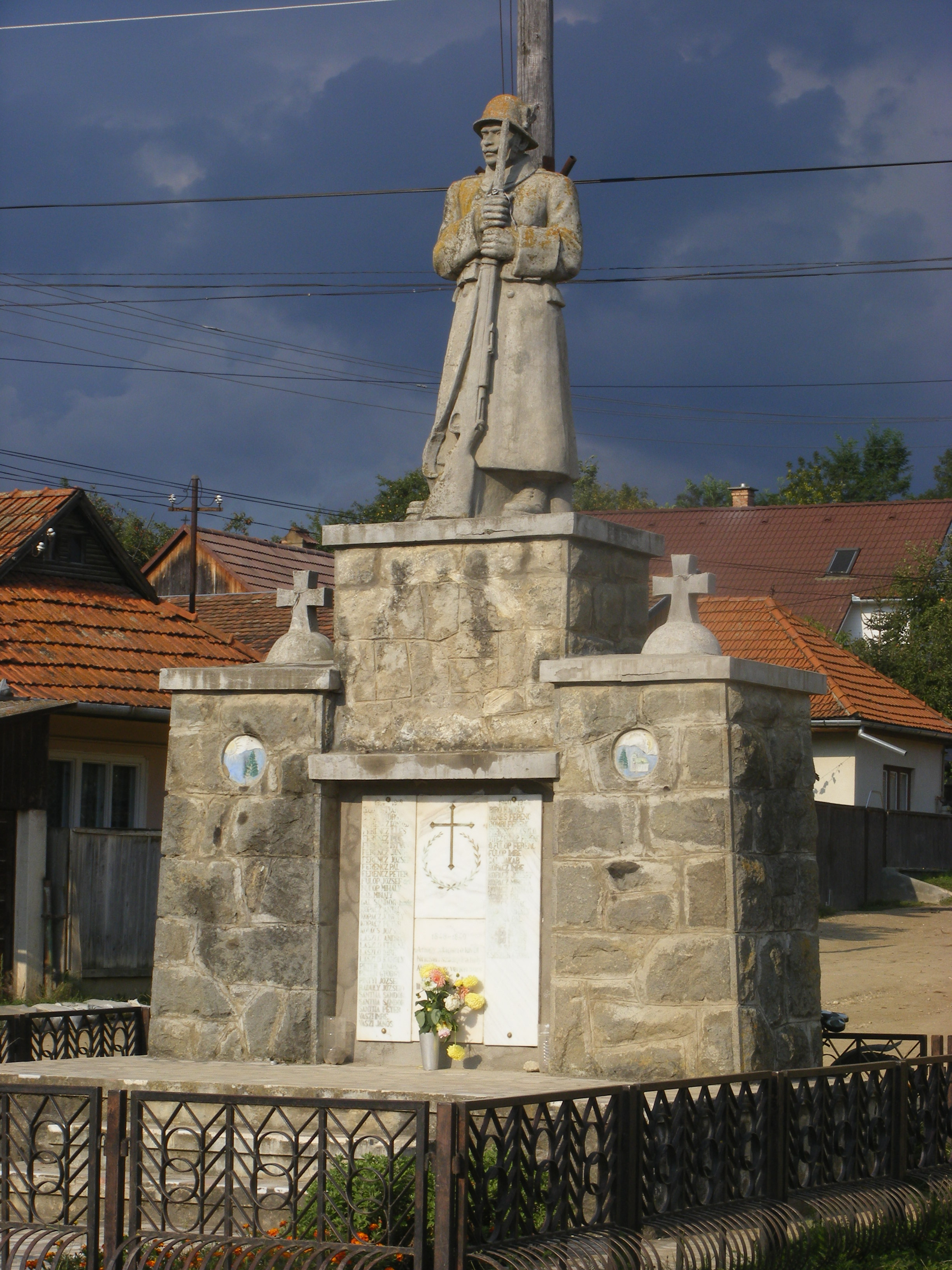
Denkmal
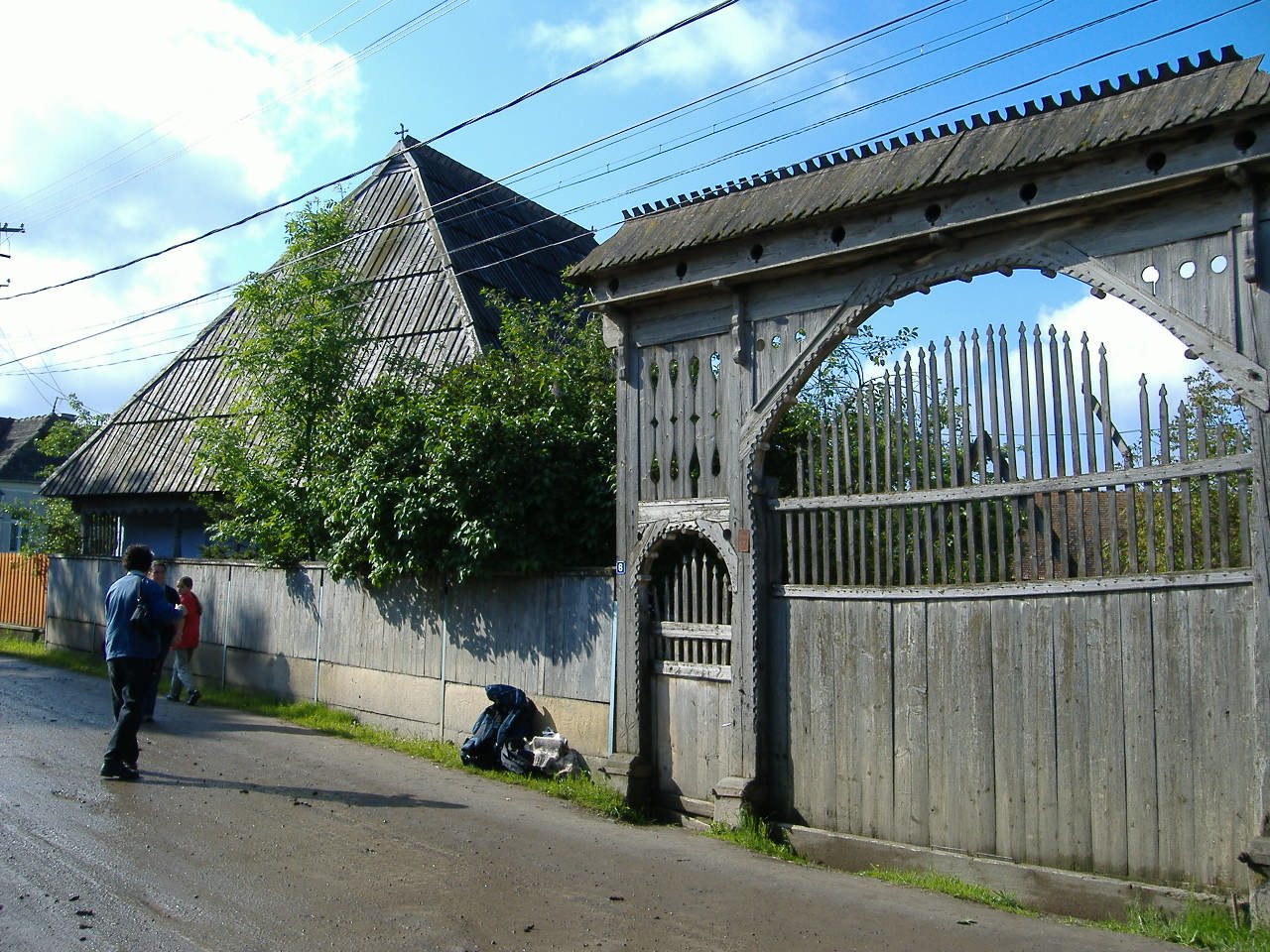
Holztor
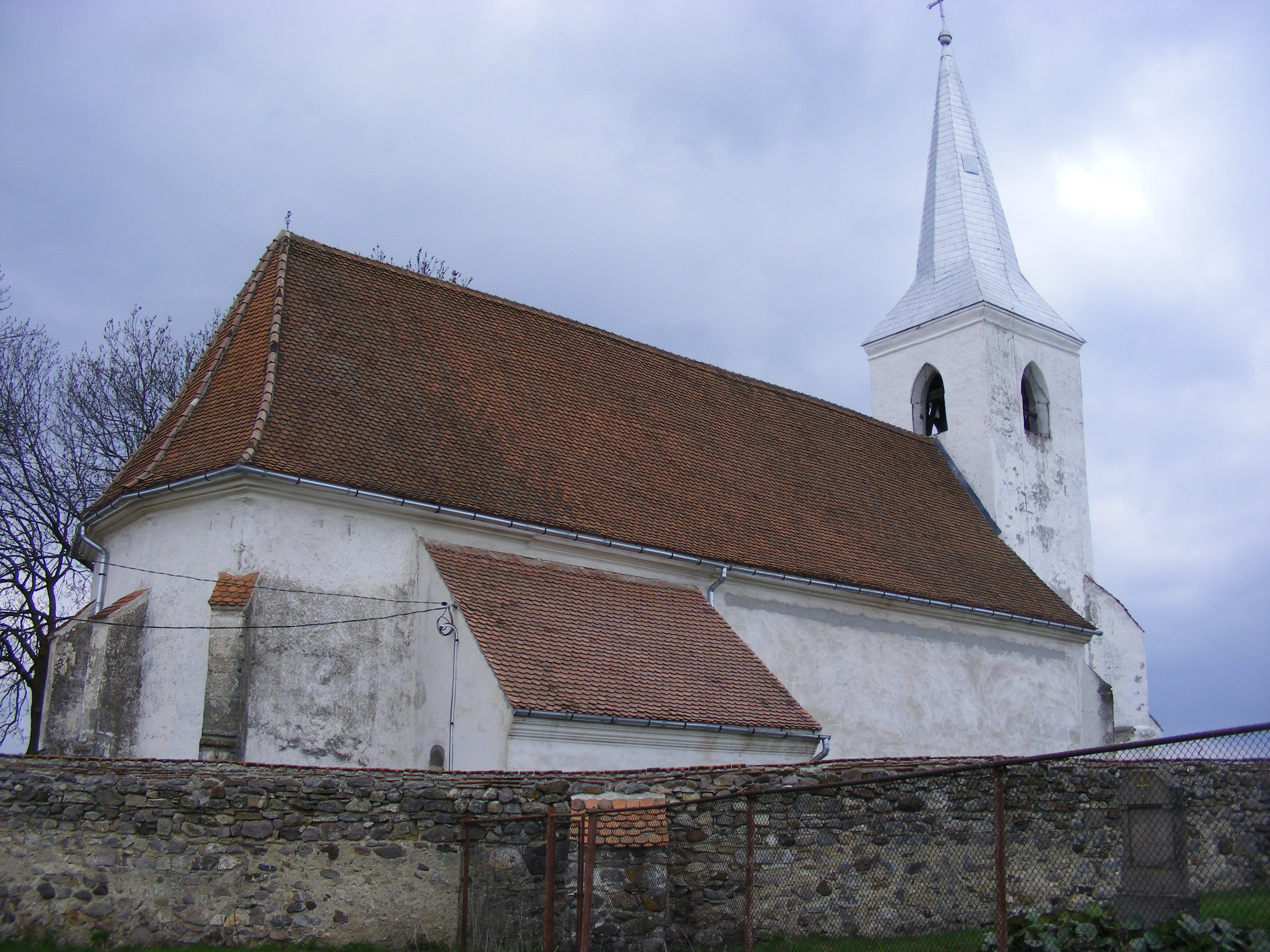
Kirche in Delnița

## Persönlichkeiten
- Mária Bándy (1899–1943), Choreografin und Darstellerin volkstümlicher Szeklertänze[14]
- István Ferenczes (* 1945), Dichter und Journalist[15]